# Agostino Ciasca
Agostino Ciasca, O.S.A., italijanski rimskokatoliški duhovnik, škof in kardinal, * 7. maj 1835, Polignano a Mare, † 6. februar 1902, Rim.

## Življenjepis
11. marca 1857 je podal redovne zaobljube pri avguštincih in 18. septembra naslednje leto je prejel duhovniško posvečenje.
19. maja 1891 je bil imenovan za prefekta Vatikanskih tajnih arhivov, 1. junija za naslovnega nadškofa sirske Larise in 7. julija istega leta je prejel škofovsko posvečenje.
4. julija 1893 je postal tajnik Kongregacijo za propagando vere.
18. junija 1899 je bil povzdignjen v kardinala in imenovan za kardinal-duhovnika S. Callisto.